# ثوم أسود
الثوم الأسود (باللاتينية: Allium nigrum) نوع نباتي عشبي يتبع جنس الثوم من الفصيلة الثومية.

## الموئل والانتشار
ينتشر في بلاد الشام والمغرب العربي وتركيا والقوقاز واليونان وألبانيا ومقدونيا وصربيا والجبل الأسود والبوسنة وكرواتيا وسلوفينيا وإيطاليا وفرنسا وإسبانيا والبرتغال.